# 治理术
治理术（法語：Gouvernementalité）是法国哲學家米歇尔·福柯于其晚年（约1977年至1984年间）提出的概念，在此期间多见于法兰西公学院的演讲中。
治理术可以被理解为统治主体的有组织的实践（如理性、感性及技术），也可以被理解为为政之艺术、治理的方式（即指导我们行为的方法），福柯通过从古希腊到现代新自由主義的历史重建，为文本分析提供的 「指南」，使社会得到治理的技术，合理范围内的最佳治理方式，同時反思最佳的治理方式。